# Henry Polic II
Henry Albert Polic II (* 20. Februar 1945 in Pittsburgh, Pennsylvania; † 11. August 2013 in Sherman Oaks, Kalifornien) war ein US-amerikanischer Schauspieler und Synchronsprecher.

## Leben
Polic II wurde am 20. Februar 1945 in Pittsburgh geboren und wuchs mit einer Schwester in Hialeah, Florida auf. Er besuchte die dortige North Hialeah Elementary School, wo er Teil des Ensemble des Schultheaters war und unter anderen in einem Weihnachtsstück die Rolle des Ebenezer Scrooge übernahm. Er absolvierte 1963 die Hialeah High School. Anschließend besuchte er das College der Florida State University in Tallahassee, wo er seinen Master-Abschluss in Schauspiel erwarb. Während des Vietnamkriegs diente er in der United States Army und war im Fort Riley in Kansas stationiert.
Erste Erfahrungen als Filmschauspieler sammelte Polic Mitte der 1970er Jahre in verschiedenen Fernsehserien. 1976 war er in 13 Episoden der Fernsehserie Robi Robi Robin Hood als Sheriff von Nottingham zu sehen. Ab Ende der 1970er Jahre lieh er zusätzlich in Zeichentrickserien und -filmen seine Stimme. In den 1980er Jahren übernahm er in verschiedenen Fernsehserien unterschiedliche Episodencharaktere. Nebenrollen in größeren Filmproduktionen konnte er 1979 in Scavenger Hunt oder 1992 in Double Trouble – Warte, bis mein Bruder kommt vorweisen. Seine letzte Rolle hatte er 2004 in dem Katastrophenfilm Explosionsgefahr: Eine Stadt am Abgrund als Dr. Watson.
Polic II verstarb am 11. August 2013 im kalifornischen Sherman Oaks, einem Stadtteil von Los Angeles, im Alter von 68 Jahren an den Folgen einer Krebserkrankung. Er wurde auf dem National Memorial Cemetery of Arizona in Phoenix beigesetzt.

## Filmografie (Auswahl)
- 1975: The Lives of Benjamin Franklin (Miniserie, Episode 1x04)
- 1975: Robi Robi Robin Hood (When Things Were Rotten, Fernsehserie, 13 Episoden)
- 1976: Die Sieben-Millionen-Dollar-Frau (The Bionic Woman, Fernsehserie, Episode 1x07)
- 1976: The Late Summer Early Fall Bert Convy Show (Fernsehserie)
- 1976: The Great NBC Smilin' Saturday Mornin' Parade (Fernsehfilm)
- 1976: Monster Squad (Fernsehserie, 13 Episoden)
- 1977: Imbiß mit Biß (Alice, Fernsehserie, Episode 1x17)
- 1977: McNamara's Band (Fernsehfilm)
- 1977: Drei Fremdenlegionäre (The Last Remake of Beau Geste)
- 1978: Ja, lüg' ich denn? (Rabbit Test)
- 1978–1980: Eight Is Enough (Fernsehserie, 2 Episoden)
- 1978–1981: Fantasy Island (Fernsehserie, 2 Episoden, verschiedene Rollen)
- 1979: Mork vom Ork (Mork & Mindy, Fernsehserie, Episode 1x22)
- 1979: Detective School (Fernsehserie, Episode 2x01)
- 1979: Scavenger Hunt
- 1980: Der unglaubliche Hulk (The Incredible Hulk, Fernsehserie, Episode 3x21)
- 1980: Love Boat (The Love Boat, Fernsehserie, Episode 3x28)
- 1980: Tracy trifft den lieben Gott (Oh, God! Book II)
- 1981: Scruples (Fernsehfilm)
- 1982: Meine schwarze Stunde (Darkroom, Fernsehserie, Episode 1x16)
- 1982: Cagney & Lacey (Fernsehserie, Episode 2x03)
- 1982: The New Odd Couple (Fernsehserie, Episode 1x07)
- 1983: Gun Shy (Fernsehserie, Episode 1x04)
- 1983–1989: Webster (Fernsehserie, 66 Episoden)
- 1984–1985: E/R (Fernsehserie, 2 Episoden, verschiedene Rollen)
- 1985: Hotel (Fernsehserie, Episode 2x21)
- 1986: Mord ist ihr Hobby (Murder, She Wrote, Fernsehserie, Episode 2x14)
- 1989: Mord ist ihr Hobby (Murder, She Wrote, Fernsehserie, Episode 6x03)
- 1989: Hollywood Chaos
- 1991: They Came from Outer Space (Fernsehserie, Episode 1x16)
- 1991: Morton & Hayes (Fernsehserie, Episode 1x01)
- 1992: Double Trouble – Warte, bis mein Bruder kommt (Double Trouble)
- 1992: Golden Palace (Fernsehserie, Episode 1x07)
- 1992: California High School (Saved by the Bell, Fernsehserie, Episode 4x20)
- 1993: King B: A Life in the Movies
- 1999: Profiler (Fernsehserie, Episode 3x17)
- 1999: Scott’s Play (Kurzfilm)
- 2000: Old Drum – Gut gebellt ist halb gewonnen (The Trial of Old Drum, Fernsehfilm)
- 2000: Sheena (Fernsehserie, Episode 1x08)
- 2000: Bring Him Home
- 2001: All You Need
- 2002: Valette (Kurzfilm)
- 2002: Would I Lie to You?
- 2003: She Spies – Drei Ladies Undercover (She Spies, Fernsehserie, Episode 2x04)
- 2004: Explosionsgefahr: Eine Stadt am Abgrund (Combustion, Fernsehfilm)

## Synchronisation (Auswahl)
- 1979: Scooby und Scrappy-Doo (Scooby-Doo and Scrappy-Doo, Zeichentrickserie)
- 1980–1981: The Fonz and the Happy Days Gang (Zeichentrickserie, 24 Episoden)
- 1981: The Ri¢hie Ri¢h/Scooby-Doo Show (Zeichentrickserie, 8 Episoden)
- 1982: Shirt Tales (Zeichentrickserie, 13 Episoden)
- 1982: The Smurfs Christmas Special (Zeichentrickfilm)
- 1982–1989: Die Schlümpfe (The Smurfs, Zeichentrickserie, 13 Episoden)
- 1983: The Dukes (Zeichentrickserie, 13 Episoden)
- 1983: The New Scooby and Scrappy-Doo Show (Zeichentrickserie, Episode 1x01)
- 1984: Ein Fall für Scooby Doo (The New Scooby-Doo Mysteries, Zeichentrickserie, Episode 2x01)
- 1985: Abenteuer aus der Bibel (The Greatest Adventure: Stories from the Bible, Zeichentrickserie, Episode 1x08)
- 1988: Top Cat and the Beverly Hills Cats (Zeichentrickfilm)
- 1988: Die neue Yogi Bär Show (The New Yogi Bear Show, Zeichentrickserie, 4 Episoden)
- 1988: Superman (Zeichentrickserie, Episode 1x11)
- 1988–1989: Fantastic Max (Zeichentrickserie, 3 Episoden)
- 1989–1990: Paddington Bear (Zeichentrickserie, 2 Episoden)
- 1990: The Adventures of Don Coyote and Sancho Panda (Zeichentrickserie, Episode 1x01)
- 1990: Potsworth & Co. (Zeichentrickserie, 13 Episoden)
- 1990: Käpt’n Balu und seine tollkühne Crew (TaleSpin, Zeichentrickserie, Episode 1x40)
- 1990: Bill und Teds irre Abenteuer (Bill & Ted's Excellent Adventures, Zeichentrickserie, 13 Episoden)
- 1991: Yo Yogi! (Zeichentrickserie, 9 Episoden)
- 1992: Tom & Jerry Kids (Zeichentrickserie, Episode 3x21)
- 1992–1994: Batman (Zeichentrickserie, 5 Episoden)
- 1993: I Yabba-Dabba Do! (Zeichentrickfilm)
- 1994: Mighty Max (Zeichentrickserie, Episode 2x27)